# 硬毛马甲子
硬毛马甲子（学名：Paliurus hirsutus）为鼠李科马甲子属下的一个种。

## 扩展阅读
- 維基物種上的相關：硬毛马甲子